# Elena Quinteros
Elena Cándida Quinteros Almeida (Montevideo, Uruguay, 9 de septiembre de 1945 - desaparecida desde 1976), fue una maestra y militante anarquista detenida y desaparecida durante la dictadura cívico-militar uruguaya.

## Biografía
Mientras estudiaba Magisterio en el Instituto de Profesores Artigas desempeñó una activa militancia gremial e integró las Misiones Sociopedagógicas, una iniciativa de los maestros del Instituto Cooperativo de Educación Rural, en particular la de 1967 en Capilla de Farruco, en Durazno.
En 1966, a los 21 años de edad, obtuvo su título como maestra y comenzó a trabajar en una escuela de Pando, Canelones. A mediados de ese año, se incorpora a la Federación Anarquista Uruguaya (FAU) y milita en la Resistencia Obrero-Estudiantil (ROE). El 16 de noviembre de 1967 fue detenida por primera vez y liberada al día siguiente. En octubre de 1969 fue nuevamente detenida, procesada y enviada a la cárcel, donde permaneció hasta octubre de 1970. 
En 1975, participó activamente en el Congreso Fundacional del Partido por la Victoria del Pueblo (PVP) al punto de integrar la primera Dirección de dicho Partido. El mismo año es requerida por las Fuerzas Conjuntas y destituida de su cargo como maestra por las autoridades del gobierno dictatorial.

### Secuestro y desaparición
El 26 de junio de 1976, Elena Quinteros es detenida y llevada al centro de torturas “300 Carlos”, dependiente de la División de Ejército I. 
En la mañana del 28 de junio, se hizo conducir a las cercanías de la embajada de Venezuela con el ardid de “entregar” un contacto. Allí intentó fugarse corriendo, saltando el muro e ingresando a los jardines de la Embajada. Gritó su nombre y pidió asilo. El personal de la embajada buscó socorrerla, pero los custodios la arrancan a la fuerza por policías y militares uruguayos, forcejeando con los funcionarios venezolanos y frente a la complicidad de los policías a cargo de la custodia de la Embajada. Con una pierna quebrada durante la lucha para introducirla a un automóvil, fue llevada al Batallón de Infantería N.º 13, identificada con el N.º 2537 y sometida a torturas salvajes, según los testimonios de otros presos políticos allí detenidos. 
El embajador de Venezuela en Uruguay, Julio Ramos, se comunicó telefónicamente con el Ministerio de Relaciones Exteriores uruguayo y denunció el hecho al subsecretario Guido Michelin Salomón, puesto que el ministro Juan Carlos Blanco no se encontraba en la sede ministerial. Inmediatamente el gobierno venezolano se hizo eco formalmente de la protesta ante el secuestro de una mujer en su territorio.  
El 3 de julio se reunió el Consejo de Seguridad Nacional (COSENA) y decidió no entregar a la mujer, lo que significó que la dictadura no estaba dispuesta a devolver viva a la maestra Elena Quinteros. Esta situación se convirtió en un incidente diplomático de envergadura que finalizó con la ruptura de relaciones diplomáticas por parte de Venezuela el 5 de julio.

## Legado
En octubre de 2002, el juez Eduardo Cavalli encuentra al excanciller Juan Carlos Blanco responsable en primera instancia por la desaparición de Elena Quinteros y lo procesa con prisión bajo el cargo de privación de libertad.
El 13 de mayo de 2008 la Escuela N° 181 de primer grado de Montevideo es designada por el Senado de la República con el nombre “Maestra Elena Quinteros”.
La biblioteca de la escuela de Pando(195) donde trabajaba fue nombrada en su nombre como homenaje a ella.
El 27 de junio de 2016, se coloca una Placa en memoria de víctimas del centro de tortura "300 Carlos" ubicado en el Batallón 13 del Ejército.
En el "300 Carlos" se produjo la desaparición de Eduardo Bleier, Juan Manuel Breva, Fernando Miranda, Carlos Arévalo, Julio Correa, Otermino Montesdeoca, Julio Escudero y Elena Quinteros. Todos ellos habrían sido enterrados en el Batallón de Infantería Blindado N.º 13.